# 薩旺尼斯普林斯 (佛羅里達州)
薩旺尼斯普林斯（英語：Suwannee Springs）是位於美國佛羅里達州薩旺尼縣的一個非建制地區。該地的面積和人口皆未知。

## 地理
薩旺尼斯普林斯的座標為30°23′39″N 82°56′14″W / 30.39417°N 82.93722°W，而該地的平均海拔高度為22米（即72英尺）。